# Thomas Dresser White
Thomas Dresser White, ameriški general in vojaški pilot, * 6. avgust 1901, Walker, Minnesota, ZDA, † 22. december 1965, Washington, D.C..